# Cesar Bazan
Cesar Bazan (* 13. Dezember 1974 in Mexiko-Stadt als César Bazán Pérez) ist ein ehemaliger mexikanischer Boxer, dessen Profikarriere von April 1992 bis Mai 2012 andauerte. Er war von Juni 1998 bis Februar 1999 Weltmeister der WBC im Leichtgewicht. 

## Profikarriere
Bazán erkämpfte sich eine Bilanz von 31 Siegen, zwei Niederlagen und einem Unentschieden, wodurch er vom Weltverband WBC auf Platz 1 der Herausforderer geführt wurde. Als solcher konnte er am 13. Juni 1998 im Alter von 23 Jahren um den WBC-Weltmeistertitel im Leichtgewicht boxen und gewann den Kampf nach Punkten gegen den bis dahin ungeschlagenen Titelträger Stevie Johnston.
Nach siegreichen Titelverteidigungen gegen Hiroyuki Sakamoto und Mauro Lucero, verlor er den Gürtel am 27. Februar 1999 durch eine knappe Punktniederlage im Rückkampf an Stevie Johnston.
Am 20. Januar 2001 boxte er erneut um den WBC-Weltmeistertitel im Leichtgewicht, verlor jedoch durch TKO gegen José Castillo. Bis zum Ende seiner Karriere bestritt er noch 18 Kämpfe. Sein dabei bedeutendster Gegner war Miguel Cotto, gegen den er 2003 durch TKO unterlag.